# Racisme antinoir
 (juin 2023).

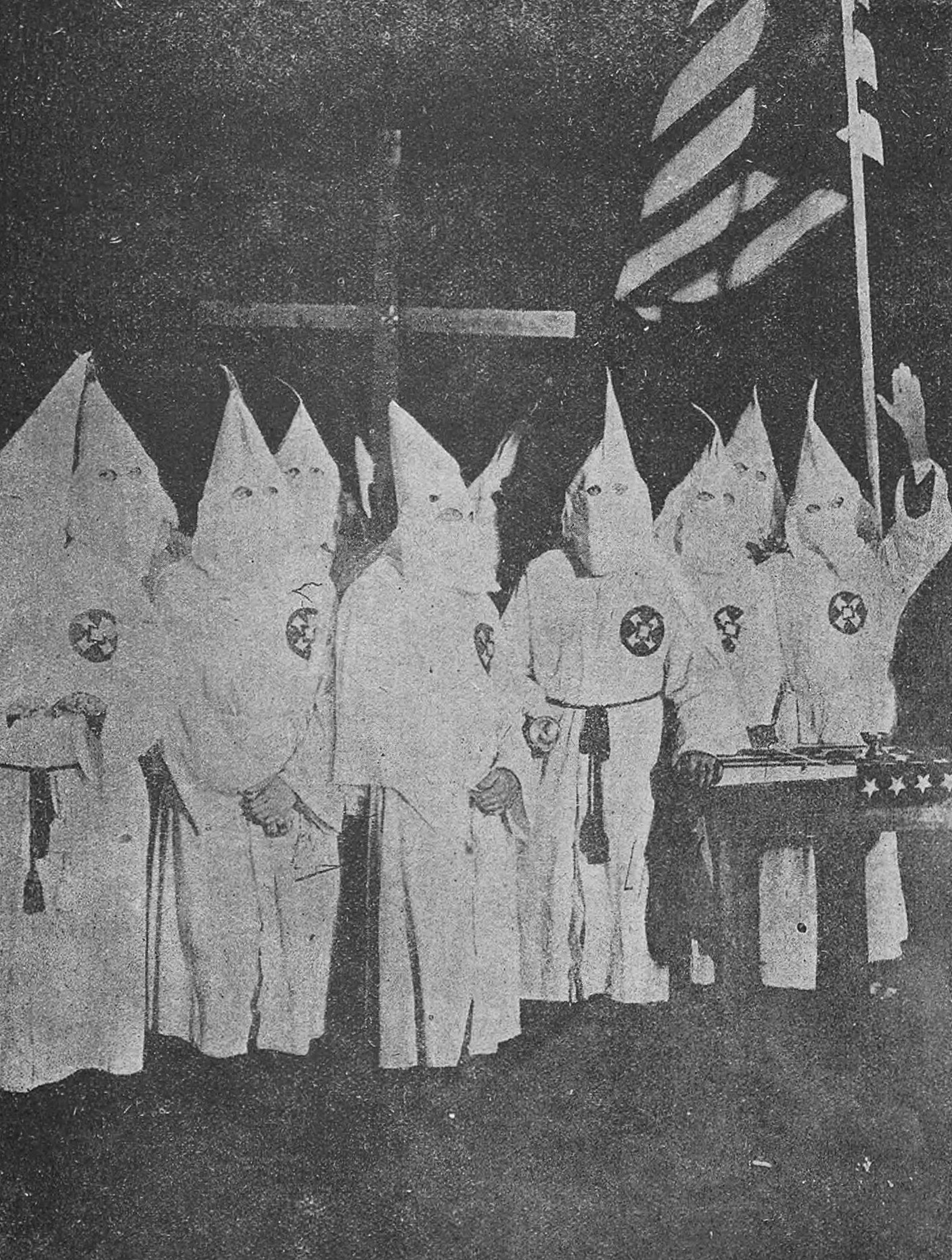
Rassemblement de suprémacistes blancs qui sont membres du Ku Klux Klan (KKK) à Baltimore en 1923. Défini comme organisation terroriste d'extrême droite, le KKK est apparu dans les états du Sud des États-Unis au XIXe siècle et est largement considéré comme le groupe de haine antinoir le plus célèbre du pays, atteignant 6 millions de membres dans les années 1920.

Le racisme antinoir ou négrophobie est une forme de racisme caractérisée par la haine, les préjugés et la discrimination dirigée spécifiquement contre les personnes racisées de peau noire, particulièrement d'Afrique subsaharienne ou de la diaspora africaine, mais également la détestation de la culture noire au niveau mondial. Ces sentiments inclus de manière non exhaustive l'attribution de caractéristiques négatives aux personnes à la peau noire, la peur, la répugnance ou la déshumanisation des hommes noirs et l'objectification (incluant l'objectification sexuelle) et la déshumanisation des femmes noires,.
D'abord défini par l'universitaire et travailleur social canadien Akua Benjamin, le terme racisme antinoir (abrégé ABR en anglais), décrivait originellement le racisme envers les personnes noires d'ascendance africaine, comme façonné par le colonialisme européen et la traite négrière occidentale,. Le mot noir peut aussi s'appliquer plus largement à d'autres groupes,,, incluant les personnes de peau noire du pacifique, tel que les Aborigènes d'Australie et les Mélanésiens,. Ainsi, le terme Racisme antinoir a depuis été utilisé pour se référer au racisme contre les personnes de peau noire d'une manière plus générale,,. Les plus vieux termes négrophobie et  couleurphobie étaient des termes créés par les abolitionnistes américains pour décrire le racisme envers les peuples d'ascendance d'Afrique sub-saharienne qui étaient désignés à cette époque comme nègres ou colorés.

## Définition et utilisation du concept
Le terme « racisme antinoir » est notamment utilisé par des groupes luttant spécifiquement contre le racisme à l'égard des personnes de peau noire, comme le Conseil représentatif des associations noires de France (CRAN), qui utilisent parfois comme synonyme le terme de « négrophobie », comme le fait la Brigade anti-négrophobie.
Le terme afrophobie, de l'anglais « afrophobia », est utilisé par le Réseau européen contre le racisme (voir European Network Against Racism). Le racisme antinoir peut parfois se parer de motivations bibliques, par exemple chez certains calvinistes et évangéliques qui, s’appuyant sur une interprétation littérale de la malédiction de Canaan dans le livre de la Genèse (9:25 à 27) et de la « Table des peuples », ont justifié l’esclavage, la ségrégation et l’apartheid, encouragés par les doctrines raciales de l’anthropologie du XIXe siècle,, héritées d'Arthur de Gobineau à qui l’on doit le premier livre en français de pseudoscience tentant de prouver la hiérarchie des races dans son Essai sur l’inégalité des races humaines.
Le mot « nègre » est aujourd'hui devenu emblématique du racisme antinoir en français.

## Dans le monde

### Afrique

#### Afrique du Sud
Le racisme en Afrique du Sud remonte aux premiers récits historiques des interactions entre les peuples africains, européens et asiatiques sur les côtes de l'Afrique australe,. Il a existé pendant plusieurs siècles de l'histoire de l'Afrique du Sud,, remontant à la colonisation de l'Afrique du Sud par l'empire colonial néerlandais, qui commence en 1652,. Avant que le suffrage universel ne soit établit en 1994, les Blancs sud-africains, et particulièrement les Afrikaners, ont bénéficié de nombreux privilèges sociaux qui étaient refusés aux peuples indigènes africains pendant le régime raciste de l'Apartheid,,. Les exemples de racisme systémique envers la population noire au cours de l’histoire sud africaine incluent déportations, ségrégation raciale, inégalités économiques, et disqualification au droit de vote,.

#### Mauritanie
En Mauritanie, l'esclavage, officiellement aboli en 1980 et criminalisé en 2007, persiste avec un fondement raciste. Les employeurs d'esclaves arabes utilisent des esclaves noirs et la race est une source première de division,. La persistance de l’esclavage, en Mauritanie, s’explique par de multiples causes que seuls de profonds changements institutionnels, de mentalité et une volonté politique peuvent changer.
La société mauritanienne est minée par les divisions ethniques et la hiérarchie selon la couleur de peau. Le gouvernement a été suspecté de chercher à exclure une partie des Négro-Mauritaniens de la nationalité mauritanienne.

#### Soudan
Au Soudan, avant la scission du Soudan du Sud, l'adoption imposée de la culture islamique et arabe dans les institutions nationales a entraîné l'exclusion des musulmans africains, des chrétiens africains et animistes,. La constitution plaçait les non-musulmans dans une situation d'infériorité dans leur pays.
Les institutions publiques au Soudan se caractérisent par des signes extrêmes de racisme, qui sont ancrés dans les institutions nationales et visent la population des Africains noirs. Par exemple, les habitants qui vivent dans des ghettos autour de Khartoum sont pour la plupart des personnes qui ont été expulsés de leur lieu d'origine. Le gouvernement dirigé par le président Al-Bashir a intensifié les expulsions de ces groupes spécifiques. Il autorisait pour cela la police à déporter des populations noires dans des lieux désolés.
L'esclavage est toujours pratiqué au Soudan. Les esclavagistes arabes choisissent leurs victimes en fonction de leur race, de leur ethnie et de leur religion et considèrent les Noirs du Sud comme des infidèles inférieurs,.
Le Soudan a été le théâtre de la seconde guerre civile soudanaise qui a notamment vu, selon certains analystes, les populations civiles noires du Sud être victimes d'une politique du pouvoir arabe de Khartoum d'inspiration raciste et totalitaire sous la forme d'une guerre d'extermination.
La guerre du Darfour, conflit ayant débuté en 2003, est présentée comme opposant des tribus arabes dont sont issus les Janjawids et des tribus noires non-arabophones. Pour le spécialiste du Soudan Marc Lavergne, le conflit ne serait pas racial mais les gouvernements qui se sont succédé depuis l’indépendance auraient ignoré les provinces périphériques de la capitale, dont le Darfour, et instrumentaliseraient des miliciens à des fins économiques. Selon Gérard Prunier, spécialiste de l'Afrique de l'Est, la cause du conflit au Darfour est « racioculturelle ». Selon ce chercheur, les « Arabes sont minoritaires au Soudan » et « les islamistes ne sont que l’ultime incarnation historique de leur domination ethnorégionale ». Selon un certain nombre d’observateurs kenyans, un racisme systématique est à l'origine des violences et la cause profonde de la volonté arabe d’élimination systématique des Noirs au Darfour.

### Europe

#### France

##### Historique

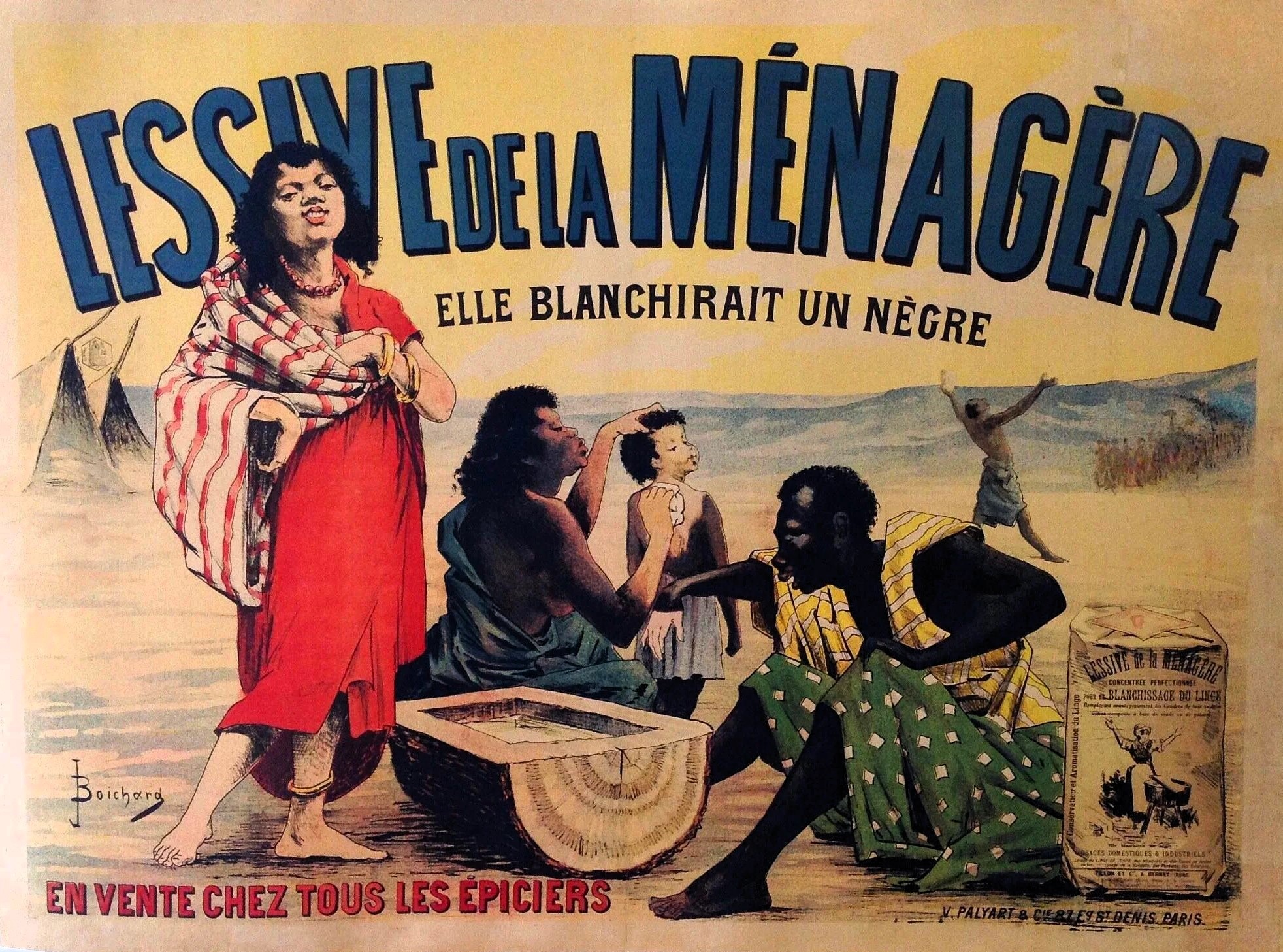
Affiche publicitaire de 1895 véhiculant des stéréotypes raciaux.

Selon le rapport 2019 de la Commission nationale consultative des droits de l'homme (CNCDH) « le racisme anti-Noirs est imprégné par le racisme d’exploitation pratiqué pendant des siècles dans le cadre de la traite négrière et de l’esclavage colonial. Ce dernier a émergé à partir de la fin du XVIe siècle puis s’est poursuivi aux XVIIe et XVIIIe siècles avec le développement de théories sur la hiérarchie des races humaines justifiant l’exploitation de celles classées comme inférieures. Des caractéristiques anthropomorphiques et intellectuelles ont alors été attribuées aux personnes noires, assignées en conséquence aux emplois et positions sociales inférieurs ». La Tête noire, pièce de théâtre de foire d'Alain-René Lesage et Jacques-Philippe d'Orneval (1721), témoigne du racisme latent de l'époque.
Selon l'historienne Aurélia Michel, les « Blancs », qu'on s'est mis à appeler comme tels à partir de l'importation d'esclaves dans les colonies, ne sont pas devenus esclavagistes parce qu'ils étaient racistes, mais racistes parce qu'ils étaient esclavagistes. Les théories pseudoscientifiques sur les « races » ne viendront qu'au XIXe siècle.

###### Code noir
Dans le contexte de l'esclavage, le Code noir est le titre donné à l’Ordonnance royale ou Édit royal de mars 1685 touchant la police des îles de l'Amérique française de 1718, puis aux édits similaires de 1723 sur les Mascareignes et de 1724 sur la Louisiane, et enfin, à partir du milieu du XVIIIe siècle, aux recueils de textes juridiques relatifs aux territoires français d'outre-mer où l'esclavage était pratiqué. Cet ensemble de textes législatifs institutionnalise et marque du sceau de la légalité des pratiques de domination, d'exploitation et de ségrégation que l'esclavage avait fait émerger[source insuffisante].
Le Code noir est ainsi un « instrument juridique coercitif qui, tout en encadrant les pratiques trop arbitraires des maîtres, fait de l'esclave une personne de non-droit, un objet, un "bien meuble" »,. Les historiens Gilles Havard et Cécile Vidal attestent en outre de l'élaboration d'un racisme d'État, reposant sur le concept de la pureté du sang, en Amérique française au XVIIIe siècle.
Montesquieu, dans son texte « De l’esclavage des nègres » de De l'esprit des lois critique ironiquement le système esclavagiste et sa négrophobie, en utilisant des arguments de plus en plus absurdes commençant par: « Si j’avais à soutenir le droit que nous avons eu de rendre les nègres esclaves, voici ce que je dirais : Les peuples d’Europe ayant exterminé ceux de l’Amérique, ils ont dû mettre en esclavage ceux de l’Afrique, pour s’en servir à défricher tant de terres. Le sucre serait trop cher, si l’on ne faisait travailler la plante qui le produit par des esclaves. Ceux dont il s’agit sont noirs depuis les pieds jusqu’à la tête ; et ils ont le nez si écrasé, qu’il est presque impossible de les plaindre. ».

###### Code de l'indigénat
Le terme de Code de l'indigénat renvoie non pas à un code juridique unifié, mais à une législation d'exception et un ensemble de pratiques disparates utilisées dans les territoires du second empire colonial français depuis le milieu du XIXe siècle jusqu'après la Seconde Guerre mondiale. En février 1944, la conférence de Brazzaville recommande la suppression de l'indigénat, qui est aboli en Algérie par l'ordonnance du 7 mars 1944. Cependant, certaines pratiques perdurent jusqu'aux indépendances.
Cette législation d'exception est étudiée par plusieurs historiens : Gilles Manceron la décrit comme un « racisme républicain », Carole Reynaud-Paligot comme une « République raciale », alors qu'Olivier Le Cour Grandmaison insiste sur une « législation discriminatoire et raciste ». Pour Emmanuelle Saada, dans les colonies françaises et avec l'indigénat, « le droit a été une des instances de production de la race »,.
L'historien Laurent Dornel indique qu'en métropole et pendant la Première Guerre mondiale, la main-d'œuvre coloniale a vécu une quadruple exclusion, raciale, sociale, sexuelle et politique, sans que l'on puisse pour autant parler d'un racisme d'État : « cette politique officielle française s'est appuyée sur une conception raciale de la culture, de l'économie ou des rapports sociaux, qui a justifié, par l'étroite corrélation entre ethnicité et emploi, un quasi-asservissement économique. Pendant ces années de guerre se sont dessinés les contours de ce que sera, bientôt, "l'immigré" : un corps-machine, sans visage, en même temps qu'un déraciné dont il faut toujours se méfier ».

##### Époque contemporaine
Le rapport 2019 de la Commission nationale consultative des droits de l'homme (CNCDH) sur la lutte contre le racisme, l'antisémitisme et la xénophobie, publié en juin 2020, comporte une focalisation sur le racisme antinoir. Il reprend notamment le constat effectué dans le rapport 2018, selon lequel les personnes noires constitueraient une des minorités parmi les plus touchées par les discriminations, tout en étant paradoxalement parmi les minorités les plus acceptées dans les sondages sur la tolérance vis-à-vis des minorités,. Il affirme que « l'ampleur du racisme anti-Noirs est dénoncée depuis longtemps par les associations défendant ces minorités – associations noires, afro-féministes, africaines, afro-caribéennes tout comme par les associations universalistes mobilisées dans la lutte contre le racisme ». Il cite l’enquête Trajectoires et Origines (TeO), qui porte sur les descendants d’immigrés établis en France, qui indiquerait que les descendants de Subsahariens ont 1,3 fois plus de risque de subir des traitements inégalitaires ou des discriminations que la « population majoritaire » et que les Noirs, aux côtés des Maghrébins, subissent plus de discriminations que le reste de la population.
Selon le rapport, le racisme anti-Noirs « s’ancre dans une symbolique des couleurs dans laquelle le sombre est synonyme de mal, par opposition à une supposée pureté du blanc ». Il continuerait de se baser sur des stéréotypes raciaux historiques sur les Noirs, notamment celui de la puissance du corps des Noirs allié à un manque de capacités intellectuelles à l'époque de la colonisation française. Ces stéréotypes auraient un impact dans le monde du travail au XXIe siècle. Le rapport se penche également sur le mythe dit du « bon sauvage » noir à l'époque contemporaine. Les Noirs seraient également altérisés et exotisés, considérés comme venant d'ailleurs, spécifiquement d'Afrique, caractéristiques qui l'emporteraient souvent sur leur citoyenneté française dans les représentations, par exemple. Leur présence sur le territoire français serait sans cesse questionnée au travers notamment du comportement de la police à leur égard, qui contrôlerait plus fréquemment les jeunes hommes noirs. Les personnes noires seraient également victimes de préjugés portant sur leur situation socio-économique et familiale, et considérés généralement issus d’une famille nombreuse, pauvre, peu éduquée et habitant dans des quartiers difficiles. Ces préjugés leur seraient particulièrement préjudiciables pour trouver un logement.
La commission recommande de lutter contre cette forme de racisme en reconnaissant tout d'abord sa spécificité. Elle propose de financer des enquêtes de victimation et des tests de discrimination (en particulier dans les services publics, les commissariats et les gendarmeries), afin de saisir la spécificité du racisme antinoir et de mesurer son évolution. Elle recommande des mesures dans différents domaines, notamment de « favoriser la mise en place de bonnes pratiques pour la représentation médiatique des minorités visibles », où celles-ci comptent pour 17% de la distribution des rôles. Dans le domaine de l'éducation, elle recommande d’axer davantage les programmes scolaires sur les racines multiculturelles de la France et leurs apports à la culture nationale, en raison du sentiment d'injustice scolaire ressenti par 56% des descendants d'immigrés des pays d'Afrique subsaharienne. De manière plus générale, elle appelle diverses autorités publiques françaises à mettre en place des campagnes de communication pour lutter contre les stéréotypes. Enfin, elle appelle à une « prise de conscience du phénomène par la société dans son ensemble » et une « décolonisation des esprits », et recommande aux individus, particulièrement les personnes blanches, de travailler à leur niveau, citant l’universitaire américaine Peggy McIntosh et sa théorie du privilège blanc,.
En décembre 2022, le Comité de l'ONU pour l'élimination de la discrimination raciale (Cerd) se dit "préoccupé" par "la persistance et l'ampleur des discours à caractère raciste et discriminatoire en France, notamment dans les médias et sur internet". Au terme de l'examen périodique de la politique de la France envers ses minorités, les experts indépendants du Cerd ont émis une série d'observations et recommandations. Ils s'inquiètent du "discours politique raciste tenu par des responsables politiques", dont les noms ne sont pas cités, à l'égard de certaines minorités, en particulier les personnes africaines ou d'ascendance africaine.
Le Conseil représentatif des associations noires présente en février 2023 un rapport à l'Assemblée nationale sur le racisme, en France métropolitaine, contre la population noire ou « métisse d’ascendance noire ». Selon l'étude, 91% des sondés soutiennent avoir été victime de discrimination raciale dont 85% pour leur couleur de peau. Le rapport présente des chiffres plus spécifiques sur le racisme face à l'emploi, à la police, ... L'étude présente également un sentiment d'amélioration dans la lutte contre les discriminations.

#### Suisse
À la demande du Service de lutte contre le racisme (SLR) de la Confédération suisse, le Forum suisse pour l’étude des migrations et de la population a effectué en 2017 une étude se penchant sur le racisme antinoir en Suisse. Ce dernier y est défini comme une forme de racisme « envers les personnes perçues ou se considérant comme noires (..) partant du principe qu’il s’agit essentiellement de personnes afro-descendantes, selon la définition qu’en donne le groupe de travail d’experts de l’ONU consacré à cette question ». Plus formellement, le racisme antinoir au niveau « interindividuel » est défini comme

« une situation, un acte ou un événement par lesquels les individus qui sont perçus ou se considèrent comme noirs se sentent, en raison de leur couleur de peau ou autres traits phénotypiques, dénigrés, ridiculisés, exclus ou autrement discriminés, que ce soit en public ou en privé. »

Cette définition serait due en partie significative au Carrefour de Réflexion et d’Action contre le Racisme anti-Noir (CRAN), association suisse qui œuvre depuis le début des années 2000 à la reconnaissance du racisme envers les personnes noires, à la fois en Suisse et au niveau international.
Les auteurs, qui notent qu'ils sont en partie « non-Noires au sens d’« Afro-descendant_e_s » », affirment que le phénomène « a encore peu fait l’objet de recherches en Suisse ». Toutefois, la question aurait déjà été abordée sous différents angles « dans la littérature scientifique consacrée à des sujets proches ». Ils notent également que des débats médiatiques « attirent régulièrement l’attention sur des pratiques de profilage racial de la police ou d’autres incidents racistes » et qu'il y a « tout lieu de penser que la Suisse n’est pas moins concernée par le phénomène que d’autres pays européens, même si les modes d’expressions varient selon les contextes nationaux ou régionaux ».

### Monde arabo-musulman
Les travaux menés par l’historien Bernard Lewis sur les représentations développées par la civilisation musulmane à l’égard des autres êtres humains concluent sur l’existence d’un système perceptif qu’il qualifie de raciste, notamment à l’égard des populations noires. Selon le journaliste Serge Bilé, plusieurs auteurs arabes les comparaient à des animaux. Le poète al-Mutanabbi méprisait le gouverneur égyptien Abu al-Misk Kafur au Xe siècle à cause de la couleur de sa peau. Le mot arabe aabd عبد (pl. aabidعبيد) qui signifiait esclave est devenu à partir du VIIIe siècle plus ou moins synonyme de « Noir », prenant une signification similaire au terme "nègre" dans la langue française du XXe siècle. Quant au mot arabe zanj, il désignait de façon péjorative les Noirs, avec une connotation raciale officielle que l'on retrouve dans les textes et discours racialistes. Ces jugements racistes étaient récurrents dans les œuvres des historiens et des géographes arabes : ainsi, Ibn Khaldoun a pu écrire au XIVe siècle: « Les seuls peuples à accepter vraiment l'esclavage sans espoir de retour sont les nègres, en raison d'un degré inférieur d'humanité, leur place étant plus proche du stade de l'animal ». À la même période, le lettré égyptien Al-Abshibi écrivait : « Quand il [le Noir] a faim, il vole et lorsqu'il est rassasié, il fornique ». Cependant, selon Simone Bakchine Dumont, « Il ne faut cependant pas perdre de vue que le musulman réduit à l’esclavage aussi bien le Noir que le Blanc, et qu’il n’existe pas chez lui de théorie raciale à ce propos ».

#### Histoire
- Esclavage
- Histoire de l'esclavage
- Histoire du terme « nègre »
- Servitude dans l'Égypte antique
- Traites négrières
- Commerce triangulaire
- Traite négrière dans le sud-ouest de l'océan Indien
- Traite orientale
- Colonisation
- Code noir
- Zoo humain
- Ku Klux Klan
- Ségrégation raciale
- Apartheid
- Honte noire
- Règle de l'unique goutte de sang
- Décolonisation de l'espace public

#### Théories racialistes et pseudo-sciences
- Essai sur l'inégalité des races humaines

#### Stéréotypes
Aux États-Unis :
- Femme noire agressive
- Magical Negro

#### Organisations et mouvements anti-racisme antinoir
- Black Lives Matter
- Black Panthers Party
- Conseil Représentatif des Associations Noires de France (CRAN)
- Ligue de défense noire africaine
- Ligue des Noirs du Québec
- Mouvements des droits civiques
- National Association for the Advancement of Colored People
- Décolonisation de l'espace public
- Polémique sur le nom du quartier La Négresse

#### Autres racismes
- Xénophobie
- Mishellénisme
- Turcophobie
- Russophobie
- Antisémitisme
- Arabophobie
- Iranophobie
- Racisme anti-asiatique
- Sinophobie